# Зилай (село, Балезинский район)
Зила́й — село в Андрейшурском сельском поселении Балезинского района Удмуртии. Центр поселения — село Андрейшур.
Население - 35 человек (2007; 12 в 1961).
Село находится берегах левого притока речки Пулыбка, левого притока Чепцы, и другого левого притока этой реки. На правом находится деревня Беляны.
Через село проходит железная дорога (Игринское направление Ижевского отделения Горьковской железной дороги). В селе находится станция Зилай.
В селе имеются одна улица — Железнодорожная.
ГНИИМБ 	: 1837
Индекс 	: 427550